# غونار أريكسون
غونار أريكسون (بالسويدية: Gunnar Eriksson)‏ هو متزحلق سويدي، ولد في 3 يناير 1921 في مورا في السويد، وتوفي بنفس المكان في 8 يوليو 1982.

## وصلات خارجية
- غونار أريكسون على موقع الاتحاد الدولي للتزلج (التزلج الريفي) (الإنجليزية)
- غونار أريكسون على موقع اللجنة الأولمبية الدولية (الإنجليزية)
- غونار أريكسون على موقع أوليمبيديا (الإنجليزية)
- غونار أريكسون على موقع اللجنة الأولمبية السويدية (السويدية)